# Фаталізм

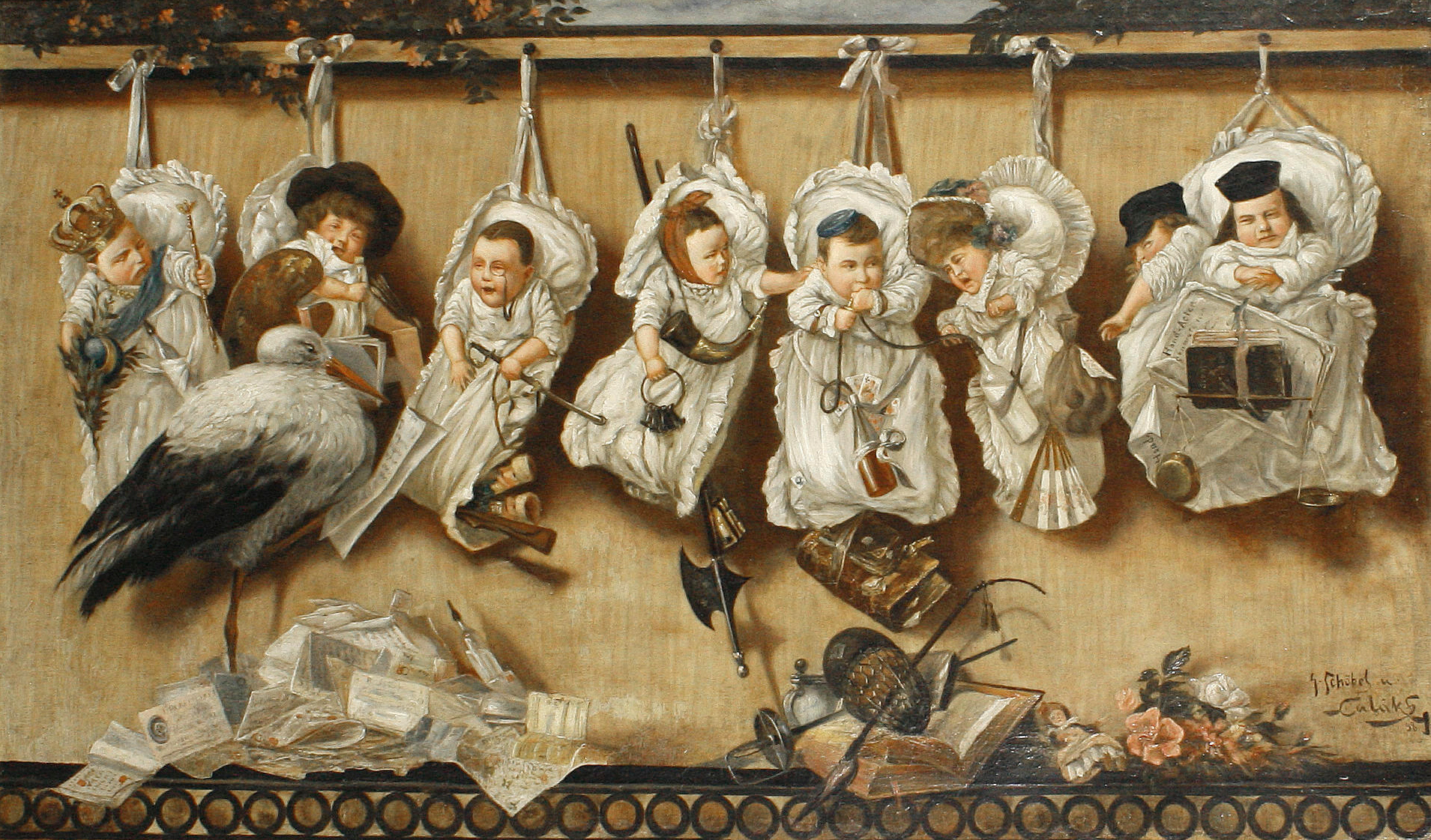
Алегорія долі Георга Шебеля (1898): новонародженим уже наперед визначено ким вони стануть

Фаталі́зм (від лат. fatalis — визначений долею) — віра в те, що всі події, зокрема і майбутні, заздалегідь зумовлені незалежними від людини силами; світогляд, в основі якого лежить переконання в неминучості подій. Термін «фаталізм» нерідко вживається як синонім «побутового песимізму», який породжується життєвими невдачами, наслідком чого є невіра в можливість благополучного результату будь-якої ініціативи людини.
У фаталізмі майбутнє розглядається як заздалегідь закладене в саму світобудову. Тому воно постає непідвладним ніякому впливу людини, що водночас не заперечує можливості його дізнатися шляхом передбачення.
Розрізняється раціоналістичний та теологічний фаталізм. Раціоналістичний стверджує, що світ є замкнутою системою, в якій діє жорстке коло причин і наслідків (детермінізм у філософії Демокріта, Томаса Гоббса, Бенедикта Спінози). Релігійний описує перебіг подій у світі як визначений надприродною силою, що не належить до нього. Так, в ісламі фаталістичним є вчення джабаритів, а в християнстві — кальвінізм і янсенізм. У XX ст. ідея фаталізму відлунює у творах Освальда Шпенглера.
Протилежність фаталізму — волюнтаризм, що стверджує про невід'ємність свободи вибору та можливість завдяки їй подолання будь-яких перепон.